# اسپرینگ گاردن (آلاباما)
اسپرینگ گاردن (به انگلیسی: Spring Garden) شهرکی در شهرستان چروکی ایالت آلاباما است که مساحت آن ۵٫۸۷ کیلومترمربع است و در سرشماری سال ۲۰۱۰ میلادی، ۲۳۸ نفر جمعیت داشته و تراکم جمعیتی آن، ۴۰٫۵۵ در کیلومترمربع بوده است.